# 1441
1441 је била проста година.

## Догађаји

### Јун
- 27. јун — Пад Новог Брда (1441) Након османског напада на Србију 1439. године, током којег је заузет већи део Деспотовине и после тромесечне опсаде престонице Смедерево, Ново Брдо се одржало у османском окружењу. Његова посада је у два наврата покушала да потуче Османлије у борбама у непосредној околини града, али је на крају поражена.

### Датум непознат
- Википедија:Непознат датум — Алфонсо V Арагонски осваја Напуљ након петомесечне опсаде.

## Смрти
- 9. јул — Јан ван Ајк - фламански сликар. (рођен 1390)
- 12. јул — Ашикага Јошинори, јапански шогун (рођен 1394)